# Sergio Rodríguez Martínez
Sergio Rodríguez (Logroño, 26 de julio de 1978) es un exfutbolista y entrenador español. Actualmente ejerce de entrenador de la Unión Deportiva Logroñés.

## Trayectoria como jugador
Sergio Rodríguez fue fichado en 2008 por 2 temporadas por la Real Sociedad. Las características botas amarillas de Sergio dieron muestra durante 2 temporadas de su calidad, aunque también de su irregularidad. Juanma Lillo utilizó al riojano bastante durante la temporada 2008-09, en la que el club se quedó bastante lejos de disputar el ascenso.  Sin embargo en su segunda temporada fue utilizado solo ocasionalmente y como recambio por el nuevo entrenador, Martín Lasarte.
Así formó parte de la plantilla de la Real Sociedad que se adjudicó el título de la Liga Adelante 2009-10 y logró de esa forma el ascenso a la Primera división española. Sergio jugó unos minutos en el histórico partido que certificó el ascenso realista en la penúltima jornada de Liga ante el Celta. Ese partido supuso su despedida ante la afición txuri-urdin, ya que la dirección técnica del club decidió no renovarle su contrato; lo que privó al jugador de debutar la temporada siguiente en la Primera División.
Tras finalizar su contrato con la Real Sociedad en junio de 2010, el jugador riojano, de 32 años de edad, se quedó durante unos meses sin equipo. En diciembre de 2010, durante el mercado de invierno, fichó por la U. D. Logroñés, equipo de su ciudad natal que jugaba en la Segunda División B. Se retiró al concluir la temporada 2012-13.

## Clubes y estadísticas
| Temporada           | Club                  | Categoría           | Liga  | Liga  | Copa  | Copa  | Europa | Europa | Total | Total |
| Temporada           | Club                  | Categoría           | Part. | Goles | Part. | Goles | Part.  | Goles  | Part. | Goles |
| ------------------- | --------------------- | ------------------- | ----- | ----- | ----- | ----- | ------ | ------ | ----- | ----- |
| 2000-01             | C. F. Balaguer        | Tercera División    | ¿?    | ¿?    | ¿?    | ¿?    | -      | -      | ¿?    | ¿?    |
| 2001-02             | U. E. Lleida          | Segunda División B  | 33    | 6     | 2     | 0     | -      | -      | 35    | 6     |
| 2002-03             | U. E. Lleida          | Segunda División B  | 32    | 2     | 1     | 0     | -      | -      | 33    | 2     |
| 2003-04             | U. E. Lleida          | Segunda División B  | 30    | 3     | -     | -     | -      | -      | 30    | 3     |
| 2004-05             | U. E. Lleida          | Segunda División    | 33    | 7     | 4     | 0     | -      | -      | 37    | 7     |
| 2005-06             | U. E. Lleida          | Segunda División    | 37    | 2     | 2     | 1     | -      | -      | 39    | 3     |
| 2006-07             | Cádiz C. F.           | Segunda División    | 12    | 0     | ¿?    | ¿?    | -      | -      | ¿?    | ¿?    |
| 2006-07             | U. E. Lleida (cedido) | Segunda División B  | 17    | 2     | -     | -     | -      | -      | 17    | 2     |
| 2007-08             | Deportivo Alavés      | Segunda División    | 38    | 4     | ¿?    | ¿?    | -      | -      | ¿?    | ¿?    |
| 2008-09             | Real Sociedad         | Segunda División    | 24    | 3     | 1     | 0     | -      | -      | 25    | 3     |
| 2009-10             | Real Sociedad         | Segunda División    | 15    | 0     | 1     | 0     | -      | -      | 16    | 0     |
| Total Real Sociedad | Total Real Sociedad   | Total Real Sociedad | 39    | 3     | 2     | 0     | -      | -      | 41    | 3     |
| 2010-11             | U. D. Logroñés        | Segunda División B  | 14    | 1     | 0     | 0     | -      | -      | 14    | 1     |
| 2011-12             | U. D. Logroñés        | Segunda División B  | 21    | 4     | 1     | 0     | -      | -      | 22    | 4     |
| 2012-13             | U. D. Logroñés        | Segunda División B  | 28    | 4     | 1     | 0     | -      | -      | 29    | 4     |

## Trayectoria como entrenador
En julio de 2016, se convertiría en entrenador de la U. D. Logroñés Juvenil. Tras la destitución de Carlos Pouso, dirigiría al primer equipo de la U. D. Logroñés durante unas jornadas hasta la llegada de Rafa Berges al banquillo riojano.
En marzo de 2017, asume el mando del primer plantel tras la destitución de Rafael Berges. El día 19 de julio de 2020 conseguiría el ansiado ascenso del equipo a la Segunda División. Tras la temporada 2020-21 al frente del equipo y no siendo capaz de lograr la permanencia (llegó con oportunidades matemáticas de salvarse hasta la última jornada) fue destituido del cargo, pasando a ser director deportivo en la misma entidad.
El 27 de febrero de 2023, vuelve a entrenar a la U. D. Logroñes de la Primera Federación, tras la destitución de Natxo González. Tras el descenso a Segunda Federación, fue sustituido por Diego Martínez. 
El 25 de noviembre de 2024, tras la destitución de Miguel Flaño, inicia una nueva etapa, esta vez como entrenador interino en la Segunda Federación.

### Clubes como entrenador
| Club           | País   | Año             |
| -------------- | ------ | --------------- |
| U. D. Logroñés | España | 2017-2021       |
| U. D. Logroñés | España | 2023            |
| U. D. Logroñés | España | 2024-actualidad |